# Alcoa
Alcoa Corporation (Aluminum Company of America) — американская металлургическая компания, 8-й в мире по величине производитель алюминия. Помимо производства первичного алюминия, компания также является одним из мировых лидеров по добыче бокситов и производству глинозема, основными регионами деятельности являются Австралия, Бразилия и Канада. Штаб-квартира компании находится в Питтсбурге (штат Пенсильвания, США). В списке крупнейших компаний США по размеру выручки Fortune 500 за 2021 год «Alcoa» заняла 330-е место.

## История
В 1886 году Чарльз Мартин Холл, выпускник Оберлинского колледжа (штат Огайо, США), почти одновременно с французом Полем Эру, открыл процесс плавления алюминия. Холл пришёл к выводу, что путём электролиза криолитно-глиноземного расплава можно получить алюминий как побочный продукт. Эта технология, известная как процесс Холла-Эру, на сегодняшний день является единственной технологией промышленного производства алюминия и используется по всему миру.
На тот момент в США и Европе существовало менее 10 заводов по производству алюминия. В 1887 году Холл подписал соглашение об использовании его технологии на заводе «Electric Smelting and Aluminum Company» в Локпорте (штат Нью-Йорк). Технология не была внедрена в производство, и через год Холл покинул завод. В 1888 году Холл совместно с Альфредом Хантом основал «Pittsburgh Reduction Company», запустив экспериментальный завод по производству алюминия на Смоллмен-стрит в Питтсбурге (штат Пенсильвания). В 1891 году компания расширилась и открыла новое производство в Нью-Кенсингтоне (штат Пенсильвания). В 1895 году третий завод открылся на Ниагарском водопаде. К 1903 году, пока патенты Холла были в силе, компания стала единственным законным поставщиком алюминия в США.
Компания была переименована в «Aluminum Company of America» в 1907 году. В 1910 году сокращённое название «Alcoa» было присвоено двум районам, где располагались основные производственные объекты компании (на сегодняшний день одно из мест переименовано), и в 1990 году «Alcoa» было принято в качестве официального названия компании.
При президенте Франклине Рузвельте министерство юстиции США предъявило «Alcoa» обвинение в незаконной монополизации рынка. После четырёхлетнего процесса судья Апелляционного суда США для Второго округа Лёрнед Хэнд вынес решение, что монополия вообще незаконна, даже если дела компании в остальном безоговорочны. Это стало важным судебным прецедентом в развитии антимонопольных законов.
В 2001 году «Alcoa» образовала стратегический альянс с китайской алюминиевой компанией «Chalco», самым крупным производителем алюминия в стране. 12 сентября 2007 года «Alcoa» продала свою долю.
В 2004 году подразделение химических продуктов тонкого органического синтеза компании было продано компании «Rhône Group», которая затем изменила название на «Almatis».
В 2005 году в Исландии «Alcoa» начала строительство металлургического завода по производству первичного алюминия Alcoa-Fjarðaál — своего первого нового производства за последние 20 лет, несмотря на жесткую критику местных и международных негосударственных организаций в отношении противоречивого проекта по строительству дамбы для получения электричества и обеспечения нужд завода. Также «Alcoa» продолжила реализацию проектов по расширению производства первичного алюминия в Бразилии, на Ямайке и в Пинжарре (Западная Австралия).
В 2006 году корпорация перевела штаб-квартиру из Питтсбурга в Нью-Йорк. Хотя главный офис компании располагается в Нью-Йорке, операционная штаб-квартира компании все ещё находится в Корпоративном центре в Питтсбурге. В штате компании насчитывается приблизительно 2000 человек в Корпоративном центре в Питтсбурге и 60 человек в главном офисе в Нью-Йорке.
В мае 2007 года «Alcoa» предложила компании Alcan, бывшей дочерней компании, выкупить контрольный пакет акций за 27,93 млрд $ с целью объединить две компании в крупнейшего в мире производителя алюминия. «Alcan» не отреагировала на предложение, а позже в июле 2007 года объявила о дружественном поглощении компанией Rio Tinto.
Подразделение по производству упаковочных и потребительских товаров было продано в первом квартале 2008 года.
8 мая 2008 года главным исполнительным директором «Alcoa» был назначен Клаус Кляйнфельд, сменив в этой должности Алана Белду. 23 апреля 2012 года, после запланированного ухода на пенсию А. Белда, совет директоров компании избрал К. Кляйнфельда своим председателем.
1 ноября 2016 года «Alcoa» разделилась на две компании: добывающую и производящую алюминий «Alcoa Corporation» и производящую изделия из алюминия и других металлов «Arconic». Позже «Arconic» была переименована в «Howmet Aerospace».

## Собственники и руководство
Рыночная капитализация компании на 12 февраля 2007 года составила 28,2 млрд $. В начале февраля 2007 появилась информация о том, что британо-австралийская горнорудная компания «BHP Billiton» и австралийская «Rio Tinto» рассматривают вопрос о покупке «Alcoa». Сумма сделки оценивалась в сумму до 40 млрд $.

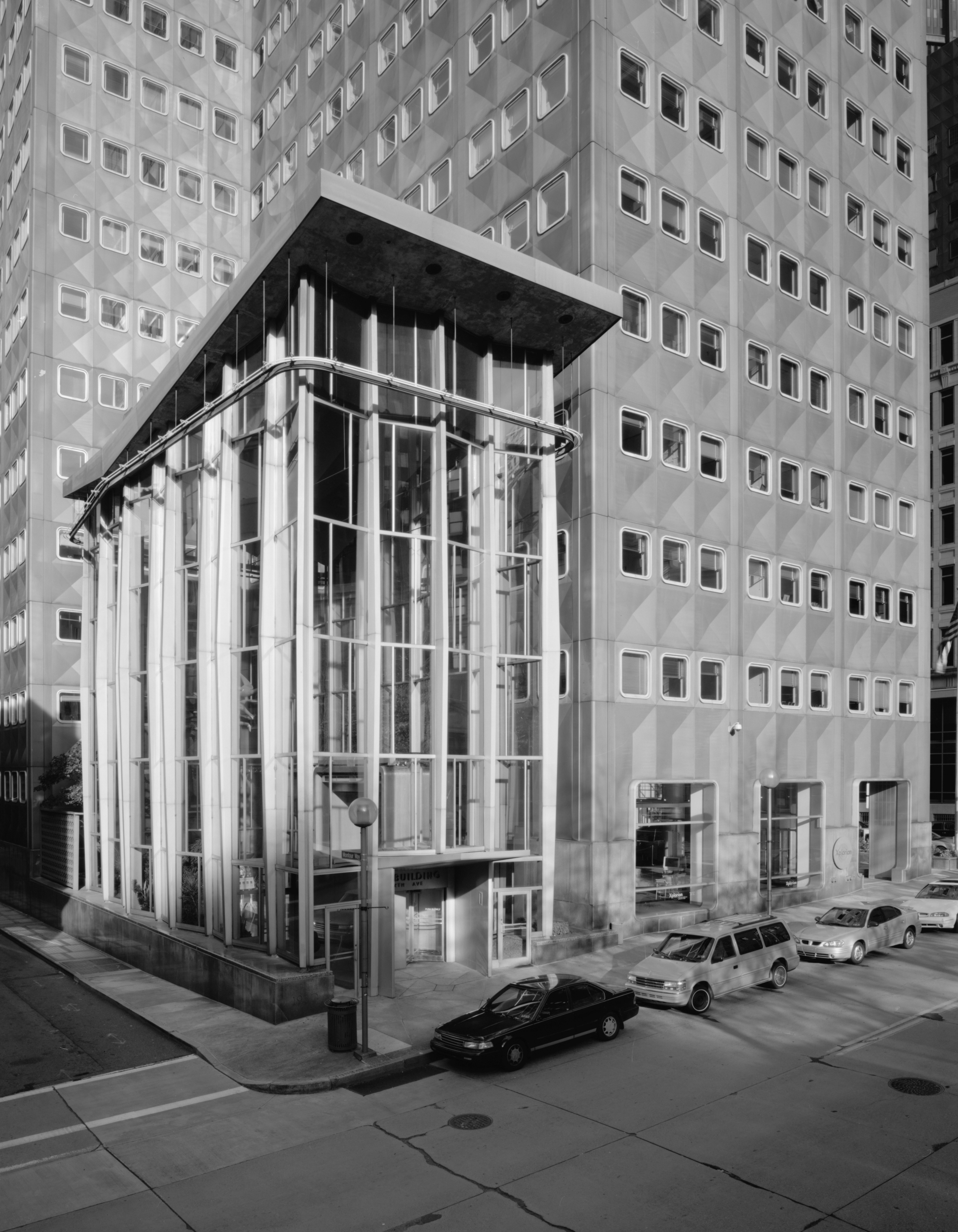
Alcoa Building в Питтсбурге

## Деятельность
«Alcoa» контролирует 28 предприятий в 9 странах. Компания осуществляет свою деятельность на всех основных этапах индустриального производства: технология, добыча, очистка, плавление, переработка, вторичная переработка. Доход от добычи и переработки алюминия и глинозема составляет три четверти всей выручки «Alcoa». Другие сферы деятельности компании — прецизионное литьё и крепежные изделия, используемые в промышленности и авиации. Компания выпускает алюминиевые конструкции, сайдинг, литые алюминиевые изделия, в том числе колёсные диски для автомобилей, а также алюминий. Продукция компании используется в промышленности, авиастроении, автомобилестроении, коммерческих транспорте, упаковке, строительстве, нефтегазовой и оборонной промышленности.
Подразделения по состоянию на 2020 год:
- бокситы — компания является оператором разработки ряда месторождений бокситов, в 2020 году было добыто 48,7 млн т, из них 42,2 млн т было переработано компанией, остальное продано; основными регионами добычи являются Австралия (34,8 млн т), Бразилия (8,4 млн т), Гвинея (3,6 млн т), Саудовская Аравия (1,2 млн т); выручка 1,21 млрд $;
- оксид алюминия — переработка бокситов в оксид алюминия осуществляется на предприятиях в Австралии, Бразилии, Испании и Саудовской Аравии, треть продукции поступает на другие предприятия компании для переработки в чистый алюминий и его сплавы; производство 13,9 млн т, выручка 3,9 млрд $;
- алюминий — производство чистого алюминия, сплавов, алюминиевой пподукции; предприятия общей производительностью 3 млн т/год находятся в Австралии, Бразилии, Канаде, Исландии, Норвегии, Испании, США и Саудовской Аравии; готовая продукция производится только на предприятии «Warrick Rolling Mill» в штате Индиана; к этому подразделению также относятся доли в электростанциях в Бразилии, Канаде и США; выручка 6,38 млрд $.

|+ Финансовые показатели в млрд долларов США
|                        | 2012   | 2013   | 2014   | 2015   | 2016   | 2017  | 2018  | 2019   | 2020   | 2021  | 2022   |
| ---------------------- | ------ | ------ | ------ | ------ | ------ | ----- | ----- | ------ | ------ | ----- | ------ |
| Оборот, млрд $         | 13,06  | 12,57  | 13,15  | 11,20  | 9,318  | 11,65 | 13,40 | 10,43  | 9,286  | 12,15 | 12,45  |
| Чистая прибыль, млрд $ | −0,250 | −2,870 | −0,347 | −0,739 | −0,346 | 0,608 | 0,893 | −0,853 | −0,014 | 0,429 | −0,123 |
| Активы, млрд $         | 24,78  | 21,13  | 18,68  | 16,41  | 16,74  | 17,62 | 16,13 | 14,63  | 14,86  | 15,00 | 14,75  |

## «Alcoa» в России
Компания «Alcoa» начала работать в России в 1993 году. Представительский офис расположен в Москве.
В 2005 году в состав компании вошли два крупных завода по переработке алюминия: Самарский металлургический завод (с 2009 года — ЗАО «Алкоа СМЗ»)) и Белокалитвинское металлургическое производственное объединение (в городе Белая Калитва Ростовской области), ЗАО «Алкоа Металлург Рус»). Они были куплены у компании «Русский алюминий» за 257 млн $. В июле 2007 года ОАО «Белокалитвинское металлургическое производственное объединение» было реорганизовано путём присоединения к ОАО «Алкоа Металлург Рус» («АМР»).
ЗАО «Алкоа СМЗ» выпускает листопрокатную, прессовую и кузнечно-штампованную продукцию: рулоны, в том числе баночную ленту (корпусную, ключиковую, крышечную), консервную ленту, окрашенную ленту, листы, профили, панели, трубы, штамповки и поковки, в том числе крупногабаритные.
ЗАО «Алкоа Металлург Рус» выпускает листопрокатную, прессовую и кузнечно-штампованную продукцию: листы, плиты, панели; профили, прутки, трубы, штамповки, поковки, алюминиевую посуду с антипригарным покрытием, алюминиевую матовую посуду, специальную алюминиевую посуду (фляги, бидоны и т. д.) под торговой маркой «Калитва» с использованием технологий и антипригарных покрытий компаний DuPont и Akzo Nobel.
Количество сотрудников «Alcoa» в России — 5300 человек (2012).
Президентом «Алкоа Россия» в мае 2012 года был назначен Максим Смирнов.